# Bruno Vallette
Bruno Vallette (* 6. Januar 1976 in Gérardmer, Vogesen) ist ein französischer Mathematiker.
Vallette studierte ab 1997 Mathematik an der École normale supérieure de Lyon mit der Agrégation 2000 und dem DEA 2001. Er wurde 2003 an der Universität Straßburg bei Jean-Louis Loday promoviert (Dualité de Koszul des PROPs) und habilitierte sich 2009 an der Universität Nizza Sophia-Antipolis (Propérades en Algèbre, Topologie, Géométrie et Physique Mathématique). Von 2005 bis 2015 war er dort Maître de conférences. Von 2009 bis 2011 forschte er als Gastwissenschaftler am Max-Planck-Institut für Mathematik in Bonn. Seit 2015 ist er Professor an der Universität Paris XIII.
Er befasst sich mit höheren algebraischen Strukturen aus der Topologie (Operaden) mit Anwendungen in der mathematischen Physik.
2016 bis 2021 ist er Junior Mitglied des Institut universitaire de France.

## Schriften
- mit Jean-Louis Loday: Algebraic Operads, Grundlehren der mathematischen Wissenschaften 346, Springer 2012
- mit Drummond-Cole: The minimal model for the Batalin-Vilkovisky operad. Selecta Math. (N.S.) 19 (2013), no. 1, 1–47.
- mit Dotsenko, Shadrin: De Rham cohomology and homotopy Frobenius manifolds. J. Eur. Math. Soc. (JEMS) 17 (2015), no. 3, 535–547.
- Algebra + Homotopy = Operad, Arxiv 2012